# Hymenodictyon parvifolium
Hymenodictyon parvifolium är en måreväxtart som beskrevs av Daniel Oliver. Hymenodictyon parvifolium ingår i släktet Hymenodictyon och familjen måreväxter.

## Underarter
Arten delas in i följande underarter:
- H. p. parvifolium
- H. p. scabrum